# 民事調停法
民事調停法（みんじちょうていほう、昭和26年6月9日法律222号）は、民事事件の調停手続に関する日本の法律である。
法令番号は昭和26年法律222号、1951年（昭和26年）6月9日に公布。
調停手続は、当事者の互譲により事案の解決を図る手続であるが、裁判所の関与を認める一定の調停手続について本法において規定している。調停を主催する担当者には、裁判官のほかに民事調停委員があたる。
調停が成立した場合には、その内容を調書に記載することで裁判上の和解と同一の効力を有し、当事者への拘束力を有することとなる。

## 構成
- 第1章　総則
  - 第1節　通則（第1条～第23条）
  - 第2節　民事調停官（第23条の2～第23条の5）
- 第2章　特則
  - 第1節　宅地建物調停（第24条～第24条の3）
  - 第2節　農事調停（第25条～第30条）
  - 第3節　商事調停（第31条）
  - 第4節　鉱害調停（第32条・第33条）
  - 第5節　交通調停（第33条の2）
  - 第6節　公害等調停（第33条の3）
- 第3章　罰則（第34条～第38条）
- 附則